# Пол Ройтер
Пол Джуліус барон фон Ро́йтер (англ. Paul Julius Reuter; справжнє ім'я Ізраїль Беєр Йосафат — Israel Beer Josaphat; (21 липня 1816 , Кассель, Гессен  — 25 лютого 1899 , Ніцца )) британець німецького походження, журналіст і власник ЗМІ, засновник агентства новин Ройтерз.

## Життєпис
Народився в Касселі, Німеччина, в юдейській сім'ї. Батько був рабином. При народженні отримав ім'я Ізраель Беєр Йозафат. У Геттінгені Ройтер зустрів Карла Гаусса, котрий експериментував із передаванням електричних сигналів дротом.
29 жовтня 1845 року Ройтер переїхав до Лондона, назвавши себе Джозеф Джозефат. 16 листопада він навернувся до християнства і змінив ім'я на Пол Джуліус Ройтер. Тиждень потому, 23 листопада, одружився з Ідою Марією Єлизаветою Клементиною Маґнус у Берліні. Після провалу Революції 1848 року втік з Німеччини та виїхав до Парижа, де працював перекладачем в агентстві новин Шарль-Луї Авас, майбутньому агентстві «Франс Прес».
З розвитком телеграфу, Ройтер уперше заснував Агентство новин Ройтера в Аахені, яке передавало повідомлення між Брюсселем і Аахеном, використовуючи поштових голубів. Це була ланка, якої не вистачало, щоб з'єднати Берлін і Париж. Поштові голуби були швидшими від поштових потягів, даючи Ройтеру швидший доступ до біржових новин з Паризької фондової біржі. В 1851 році поштових голубів витіснило пряме телеграфне сполучення.

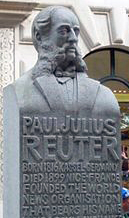
Бюст Пола Ройтера в лондонському Сіті

У 1851 Ройтер переїхав назад до Лондона й облаштував офіс на Лондонській фондовій біржі. Ройтер заснував агентство «Ройтерз», одне з найбільших у світі міжнародних агентств фінансових новин.
17 березня 1857 року Ройтера натуралізовано як британського підданого.
Телеграфне сполучення закладено між Великою Британією та європейським континентом через Ла-Манш. Це сполучення подовжено до південно-західного берега Ірландії міста Корк у 1863 році. В цьому місці кораблі зі США скидали у воду каністри з повідомленнями, виловивши які, їхній зміст телеграфували до Лондона, вмпереджаючи прибуття самих суден. У 1870 році його агентство стало однією з перших всесвітніх служб новин.  
7 вересня 1871 року Граф Заксен-Кобурґ-Ґота надав Ройтеру титул барона.
Пішовши у відставку в 1878 році і передавши кермо влади синові, Ройтер продовжував залишатися фактичним керівником агентства до своєї смерті. Помер на віллі Ройтера, Ніцца, Франція, після чого його тіло відвезли до Лондона, щоб поховати в сімейному склепі на цвинтарі «West Norwood».
Едвард Г. Робінсон зіграв Ройтера в біографічному фільмі «Повідомлення від Ройтера» виробництва Warner Bros (1940).

## Цікаво
Пол фон Ройтер — піонер розвідки нафти на Середньому Сході. Першим отримав від перського шаха дві концесії на розвідку та експлуатацію корисних копалин. На початку 1890-х років він організував буріння трьох свердловин, але нафти не знайшов. Наприкінці ХІХ ст. концесії були скасовані, а ім'я Ройтера серед нафтовиків стало символом нереалізованих можливостей.